# Stanisław Gilowski (cichociemny)
Stanisław Gilowski vel Jan Michalski vel Jan Limbert, po wojnie używał nazwisk Jan Michalski i Jan Tadeusz Gilowski, pseud.: Gotur, Wojewoda, Limba, Sosna, Jan (ur. 1 kwietnia 1900 w Zadarowie k. Buczacza, zm. 17 czerwca 1974 w Warszawie) – major kawalerii rezerwy Wojska Polskiego, Polskich Sił Zbrojnych i Armii Krajowej, cichociemny.

## Życiorys
W 1918 roku służył w armii austriackiej. Był uczestnikiem walk niepodległościowych. Należał do POW w Zamościu. W latach 1918–1921 służył w 19 pułku Ułanów Wołyńskich. W 1919 roku zdał humanistyczną maturę w Wilnie. W latach 1921–1925 pracował w górnictwie naftowym w Borysławiu. W latach 1925–1928 pracował jako sekretarz gminy i uzdrowiska Jaremcze. Później kierował swoją fabryką ceramiczną w tym mieście. Uruchomił również kamieniołom w Jamnej i wybudował 2 pensjonaty. Od 1 września 1939 roku pełnił funkcję burmistrza Nadwórnej.
We wrześniu 1939 roku nie został zmobilizowany. 19 września przekroczył granicę polsko-węgierską. Został internowany na Węgrzech. W czerwcu 1940 roku znalazł się we Francji, a następnie w Wielkiej Brytanii, gdzie służył w 7 Ośrodku Zapasowym 7 Brygady Kadrowej Strzelców, następnie w 1 Samodzielnej Brygadzie Spadochronowej. Po przeszkoleniu ze specjalnością w dywersji został zaprzysiężony 10 listopada 1941 roku i przeniesiony do Oddziału VI Sztabu Naczelnego Wodza.
Został zrzucony w Polsce w nocy z 30 na 31 marca 1942 roku w ramach operacji lotniczej o kryptonimie Legging i przydzielony do Wachlarza, gdzie został zastępcą kierownika wyszkolenia dywersyjnego, a od 25 sierpnia 1942 roku był dowódcą I Odcinka (Odcinek nie rozpoczął wtedy jeszcze działalności dywersyjnej). Od 24 lutego 1943 roku służył jako zastępca szefa Kedywu Obszaru Lwów AK i dowódca oddziałów dyspozycyjnych (łącznie 2 oddziały po około 20 żołnierzy). 24 marca 1943 roku został mianowany szefem Kedywu Okręgu Tarnopol AK, ale nie objął tej funkcji i wrócił na poprzednie stanowisko. 10 grudnia 1943 roku został oddelegowany na szefa Kedywu Okręgu Stanisławów AK, ale również nie rozpoczął działań na tej pozycji i od 18 grudnia 1943 roku ponownie służył na poprzednim stanowisku.
Po wojnie pracował pod fikcyjnymi nazwiskami w Brzegu i Bytomiu (gdzie był kierownikiem hurtowni mięsa), następnie mieszkał w Wielbarku (gdzie pracował jako kierownik zielarni „Herbapolu”), Świdrze, Otwocku i Brwinowie.

## Awanse
- podchorąży – 1920
- podporucznik – 20 marca 1921 roku
- porucznik – 1942
- rotmistrz – 1 listopada 1943 roku
- major –

## Odznaczenia
- Krzyż Srebrny Orderu Virtuti Militari
- Krzyż Walecznych – trzykrotnie.

## Życie rodzinne
Był synem Józefa i Marii z domu Bieniasz. W 1952 roku ożenił się w Karpaczu z Wandą z domu Gorzynik (1919–1986). Nie mieli dzieci.